# Plagiognathus luteus
Plagiognathus luteus är en insektsart som beskrevs av Knight 1929. Plagiognathus luteus ingår i släktet Plagiognathus och familjen ängsskinnbaggar. Inga underarter finns listade i Catalogue of Life.